# Sheila Heti
Sheila Heti, född 25 december 1976 i Toronto, är en kanadensisk författare. Hon är mest känd för sina romaner, varav Moderskap blivit översatt till svenska. 

## Biografi
Sheila Heti föddes 1976 i Toronto som dotter till ungerska invandrare med judiskt påbrå. Hennes mor var patolog medan hennes far arbetade som elektroingenjör. Hon är syster till ståupp-komikern David Heti.
Heti gick på St. Clement's School i Toronto och tog senare examen från North Toronto Collegiate Institute. Därefter studerade hon dramatik vid National Theatre School of Canada men lämnade programmet efter bara ett år och fortsatte senare sina studier med att läsa konsthistoria och filosofi vid University of Toronto.
Heti har nämnt Marquis de Sade och Henry Miller som tidiga litterära influenser.

## Författarskap
Hetis författarskap innefattar en mängd olika litterära genrer, inklusive pjäser, noveller och romaner. Hon har medverkat i ett stort antal tidskrifter, däribland The New York Review of Books London Review of Books, The Paris Review, Granta, Bookforum och The New York Times. 
Hennes böcker har översatts och publicerats internationellt, inklusive i Frankrike, Italien, Tyskland, Spanien, Nederländerna, Sverige och Danmark.